# But Beautiful
But Beautiful  es un disco de los músicos Stan Getz y Bill Evans, publicado el 16 de marzo de 1996 por el sello Milestone. Es el segundo trabajo de ambos. Ken Dryden del sitio Allmusic le dio cuatro estrellas de cinco y le dio una crítica positiva, Helen Keane se encargó de su producción.

## Lista de canciones
1. «Grandfather's Waltz» (Farnlof, Lees) – 8:05
2. «Stan's Blues» (Getz, Gryce) – 5:49
3. «But Beautiful» (Burke, VanHeusen) – 5:44
4. «Emily» (Johnny Mandel, Johnny Mercer) – 5:40
5. «Lover Man» (Davis, Ramirez, Sherman) – 8:03
6. «Funkallero» (Bill Evans) – 6:36
7. «The Peacocks» (Rowles) – 7:16
8. «You and the Night and the Music» (Howard Dietz, Arthur Schwartz) – 7:38
9. «See-Saw» (Coleman) – 6:43
10. «The Two Lonely People» (Evans, Hall) – 8:12

Los temas 1, 2, 9, 10 se grabaron el 9 de agosto de 1974; el resto el 16 del mismo mes y año.
- Fuente:[1]